# Jusuf Trbić
Pour les articles homonymes, voir Trbić.
Jusuf Trbić, né le 18 avril 1952 à Bijeljina est un écrivain, poète, publiciste, journaliste et historien bosnien. Avant la guerre en Bosnie-Herzégovine, il était directeur de la radio et de la presse de Bijeljina. Il est président de la société municipale de la communauté culturelle bosniaque « Preporod » à Bijeljina. Ses reportages journalistiques, essais et livres portent sur la période de guerre et d’après-guerre en Bosnie-Herzégovine.

## Biographie
Trbić est né dans une maison située à l’emplacement de la future bibliothèque municipale de Bijeljina, construite 27 ans plus tard.
Durant la guerre, la majorité des Bosniaques de Bijeljina furent expulsés. Les rares qui revinrent quittèrent de nouveau la ville face aux discriminations, à l’impossibilité de retrouver un emploi et à d’autres obstacles au retour. Trbić, quant à lui, choisit de rester. 
Pendant l’occupation de la ville par la Garde volontaire serbe, venue de Serbie sous le commandement d’Arkan, il fut emprisonné et maltraité. Il a cependant survécu grâce à quelques amis serbes de Bosnie avec lesquels il avait grandi dans la ville.
Après la guerre, il s’engage activement dans la préservation de la mémoire des victimes et la recherche de justice,,. Il publie plusieurs ouvrages dénonçant les crimes commis à Bijeljina, plaidant pour la reconnaissance des faits, la mise en cause des responsables et la défense de la vérité face aux tentatives de dissimulation ou de révisionnisme. 
Certains de ses écrits ont été utilisés comme documents de référence lors de procès pour crimes de guerre devant le Tribunal pénal international pour l’ex-Yougoslavie (TPIY).
Malgré les menaces qu’il a reçues et l’interdiction de certains de ses ouvrages, Trbić vit toujours à Bijeljina.

## Prix et distinctions
Prix « Auteur de l'année » décerné par la « Foire du livre de Sarajevo » et la maison d'édition « Bosanska rijec ».

## Adaptations cinématographiques
Le film documentaire Ubijeni prirodnom smrću (Assassiné par des causes naturelles), sorti en août 2021 par la maison de médias « Podrinjemedia », utilise principalement les données des travaux de recherche de Jusuf Trbić et du livre de 2007 Majstori mraka (Maîtres des ténèbres).

## Publications
- Gluho doba, 2005  (ISBN 978-9958810169)[13].
- Mrakom počinje dan, 2005   (ISBN 9958-512-32-7)
- Čuvari vremena, 2006   (ISBN 978-9958-820-71-7)
- Majstori mraka, 2007  (ISBN 978-9958-512-38-4)
- Grad ni na nebu ni na zemlji , 2007  (ISBN 978-9958-512-39-1)
- Semberija u stihu i srcu, 2009   (ISBN 978-9958-815-09-6)
- Istine i laži , 2013  (ISBN 978-9958-815-13-3)
- Legenda o bijeloj džamijii, 2014  (ISBN 978-9958-059-02-5)
- Tamni gosti  (ISBN 9958-820-61-7)
- Dnevnik posrtanja, 2014  (ISBN 978-9958-059-01-8)
- Brehtova opomena, 2017  (ISBN 978-9958-12-295-8)
- Tri boje tame, 2019  (ISBN 978-9958-12-342-9)[14].
- Razaranje Bosne, 2021  (ISBN 978-9958-12-369-6)[15].

### Traductions allemandes
- Majstori Mraka : traduction allemande Meister der Dunkelheit, 2017[1].